# 顏成坤家族
顏成坤家族，是中華巴士之創辦人顏成坤一家。

## 家族簡介
中華巴士之創辦人是「香港巴士之父」顏成坤之後人，籍貫廣東潮州，曾於六十年代出任行政局成員。在1998年巴士經營權結束後，顏成坤去世，而中華汽車（港交所：0026）亦轉為從事物業發展及投資，由顏成坤之長女顏潔齡、次子顏傑強和幼子顏亨利掌管。

## 家族成員
- 顏成坤先生 - 中巴創辦人
- 黃亦梅 - 顏成坤之妻
  - 顏潔齡女士 = HELMREICH, Fritz先生
  - 顏傑強博士 = 蘇雪文女士
  - 顏亨利醫生 = 左紅芬女士
    - 顏淑嫺女士